# ギルトフリー
ギルトフリー（Guilt-free consumption GFC）は、消費者が製品や商用サービスを購入するときに被る罪悪感の最小化に基づく消費のパターン 。罪悪感のないという意味で、ビーガンの食文化などライフスタイルを背景にしたカルチャーでもある。 
食文化の意味などではグルテンフリー、デイリーフリー、ストレスフリー、フェアトレード、トレーサビリティなどが主な要素である。日本でも2017年頃からチョコレートやスイーツを中心に注目をされ始め食文化全体へと広がっている。エコロジーとも繋がるところがあるが食についてはビーガン食を中心としている。
倫理的消費主義の広がり、および、それに続く製品の倫理性に関する情報の入手可能性は、ギルトフリー消費の原動力として理解することができる。この意味で、消費者が経験する罪悪感は、選択の潜在的な結果に関する知識によって促進されている。消費者の価値感と彼らの行動がそれらの同じ価値感に反する可能性があるという認識との間の緊張は、強力な、しつこい罪悪感として現れる。 
したがって消費者は、罪悪感を最小限に抑えるために、持続可能な慣行と製品を提供できる企業を好むように誘導されているのである 。 

## 関連する領域
GFCは、罪悪感が生じる3つの主要な側面に関連している。 
- 自己: 自分が自身や家族に与える影響についての罪悪感。例えば、身体的、精神的な健康状態を心配する人。
- 社会と自然: 他の人々 (および他の生き物) に直接的、間接的に引き起こされた損害を含む、社会的影響に対する罪悪感。例えば、劣悪な労働条件、貧困以下の賃金、搾取について心配する人。
- 地球環境: 環境への影響についての罪悪感。例えば、無駄な梱包、CO2排出、熱帯雨林の破壊を心配する人。

しかし、主に新たに発生した都市の消費者に影響を与える第4の側面がある。グローバル消費と伝統的消費の分裂によって引き起こされる罪悪感、いわゆる「文化的罪悪感」である。例えば、グローバリゼーション（グローバル化された消費文化）のためにアイデンティティを放棄することを心配する人。
ある側面で罪悪感を軽減する製品やサービスは、別の側面で同様に否定的な感情を助長する可能性があるため、完全に罪悪感のない消費を達成することはほとんど不可能である。結果として、GFC は罪悪感の完全な消去を目指すのではなく、その最小化を目的としている。

## 罪悪感と分断された自己
罪悪感は、自身の個人的な基準を満たすことに失敗したとき、もしくは不一致理論(Theory of Discrepancy) が「自己」と呼ぶものの間で対立が生じたときに発生する。 
自己不一致理論によれば、自己の行動を導き、形成する多くの「自己」がある。
- 実際の自己 - 現在のあるがままの自己。
- 理想の自己 - 努力して目指す自己。
- あるべき自己 - 義務感、もしくは責任感から目指すべきと認識、感じる自己。

罪悪感は社会的期待に応えられないことに関連している可能性があり、それ故、自己基準は、自分の行動に対する自己判断と自分の行動に対する他人の判断との並置をもたらす社会的規範によって大きく影響を受ける可能性がある。 しかし、社会規範は社会化を通じて容易に内面化されるため、個人は最終的には他人の判断に関わらず自己基準を満たすよう動機付けられる。
罪悪感を特徴付けるプライベートな自己のレベルは、自分の行動、不作為、環境、もしくは意図に対する可能な異議に関連する否定的な感情の状態、として定義される。
従って、消費者は潜在的な悪影響の認識と消費プロセス全体を楽しむ意欲との間で引き裂かれている。GFCは、必ずしも影響ゼロの状態を目指すのではなく、罪悪感の最小化として理解することができる。
否定的な感情の状態からのこの達成不可能な自由は、消費がもたらす純粋な喜びを含め、とても異質な状態の混合により特徴づけられる人間の心理的性質に照らして見ることができる。 消費者がこの種の快楽主義を満たす必要性を感じているという事実は、有害な消費パターンの完全な停止を不可能にしている。 結果として、企業はさまざまな自己の間の仲介者として活動することで、二者択一に陥ることを積極的に減らしたいと考えている。

## 罪悪感と買い手の後悔
GFC は「買い手の後悔」（Buyer's remorse）を防ぐ方法の一つと見なすことができるが、「買い手の後悔」とは主に金銭的な懸念に関連する購入後の不協和である。 
この二つの現象の違いは、GFCは3つの異なる側面を含んでいる一方、「買い手の後悔」が過剰に高価な製品やサービスの後に生じる否定的な感情を伴うという事実による。さらに、購入後に「買い手の後悔」が生じた際、企業は返金保証を通じて積極的にそれを軽減しようとすることができる。一方、企業がより責任ある生産および流通プロセスを保証することで、GFCに関連する罪悪感は根本において最小限に抑えられる。

## 高級品におけるGFC
派手なライフスタイルの要素として位置付けられながら非倫理的に製造された製品を宣伝するブランドに対して、最も裕福な消費者でさえ懐疑的になっているのを見ると、GFCは高級品市場に影響を与えるようになっている。 
裕福な消費者は、他者と比べ正当化できない特権から利益を得ている、もしくは社会的な悪に対して何らかの責任を負っていると感じるなどの個人が経験する特定の罪悪感、いわゆる「実存的罪悪感」の影響をますます受けているように見える。
その結果、裕福な消費者はグローバルかつ社会的な配慮を最優先事項とし、目立つ消費からより良心的な購買習慣への移行に重点を置いている。
高級ブランドが罪悪感のない消費に着目、取り組む一般的な方法の一つは、慈善団体とのパートナーシップの宣伝を通じて、消費者の罪悪感を弱め、さらに願わくば、望まれる製品やサービスに何らかの「買い物に耽る権利」が付与されることである。
贅沢品における罪悪感のない消費は、ソースティン・ヴェブレンの著書「有閑階級の理論」に関連付けることができる。これは、目立つ消費 (自分の名声や地位を高めようとする試みにおける、豪華な規模での贅沢品への支出または消費）に関する制度の進化に関する経済的研究である。その中には「商品の非生産的な消費は、主に武勇のしるしおよび人間の尊厳の特権として、名誉あるものとなる。 第二に、特により望ましいものを消費することで、それ自体が実質的に名誉あるものとなる。」とある。これらの贅沢品の消費は、何世紀にもわたって、自分の欲求を満たし、社会で高い階級を維持するため、もしくは通常、戦士や貴族にまでさかのぼる社会的流動性に参加するために行われてきた。これらの人々は、一般に「消費主義」と呼ばれるものに参加しており、消費者はその衝動を満たすために、無駄な、もしくは目立った消費を継続的に行う。この習慣の一般的な結果は、消費したいという内なる衝動を満たすことができず、全体として常に幸せであるとは限らないということである。 これらの贅沢品は、希少性とそれを消費する人々の地位のために、望ましいものと見なされている。消費者がこれらの製品を、それにふさわしい地位にあることを示すために購入する場合、それは「模倣行動」として知られている。また、広告はブランド名や高級品を目立って消費し、購入する消費者の意欲を高める原動力となる。 しかし、消費主義と目立つ消費は、消費支出が経済に大きな影響を与え、一般市民が経済成長のために製品を消費することを奨励するケインズ経済学にいくぶん影響を与えた。

## 企業の関与
GFCの流れは、製品、サービス、生産プロセス、および社会的イニシアチブを通じた価値創造への企業の取り組み姿勢に影響を与えた。 この傾向は、より意識的で罪悪感のない消費パターンをサポートすることを目的としており、GFCが隆盛となる前から始まっていた。 
ザ・ボディショップは環境と人権のキャンペーンに参加することで、この流れを先取りした。例えば、製品の空のボトルを洗浄し、店で補充してもらうよう人々に勧誘した。この英国企業の社会的大義への他の関与の例として、最小限の梱包のポリシーや、コミュニティトレード プログラムを通じた恵まれないコミュニティの支援を目的としたプロジェクトがある。
さらに最近では、消費者が覚える罪悪感を最小とすることを支援するため、企業がより広範な関与を行ってきている。 いくつかの事例では、企業は罪悪感のない消費に関連する3つの側面の1つを解消することに重点を置いているが、3つの側面が重なり合っていることが多いため、特定の戦略がどの分野に関連付けられるかは必ずしも明確ではない。
GFCの1つ目の側面での罪悪感のない消費の事例
マクドナルドとバーガーキングが実行した戦略は、GFCの側面の1つ目である「自己」に照らして理解することができる。 2013年にバーガー キングはマクドナルドよりも脂肪分が40%、カロリーが30%少ないフライドポテト「サティスファイア（Satisfires）」を発売した。一方、マクドナルドはより健康的な食事として、サイドサラダ、果物、または野菜を揚げ物の代わりに消費者に提供するために、「アライアンス・フォー・ア・ヘルシー・ジェネレーション」とのグローバル・パートナーシップを発表した。さらに、同社はマクドナルドの店舗で調理および販売する食品の少なくとも70%を、その店舗がある国内から調達することを決定した。
GFCの2つ目の側面での罪悪感のない消費の事例
オランダでは、現地の企業であるFairphoneによる新世代の携帯電話が、鉱物を使用せず、労働者の福祉に特別な注意を払って製造したスマートフォンを提供した。 このタイプの戦略は、GFCに関連する2つ目の側面に適合し、「社会と自然」に関連する。
GFCの3つ目の側面での罪悪感のない消費の事例
コネチカット州の寿司レストランチェーンである Miya'sは、単に絶滅危惧種の魚をメニューとして提供することを避けるだけでなく、地元の生息地に損害を与えている外来種を使った珍味を提供した。これらの 2つの事例は、「地球環境」に関するGFCの3つ目の側面に関連付けることができる。